# Tycomarptes praetermissa
Tycomarptes praetermissa là một loài bướm đêm trong họ Noctuidae.